# Субмарина (фильм)
«Субмари́на» (англ. Submarine) — британо-американская комедийная драма 2010 года, дебютный полнометражный фильм сценариста и режиссёра Ричарда Айоади. Фильм снят по одноимённому роману Джо Данторна, изданного в 2008 году. Мировая премьера состоялась 10 сентября 2010 года на Кинофестивале в Торонто. В России фильм вышел в прокат 1 сентября 2011 года.

## Сюжет
Фильм разделён на несколько частей: «Пролог», «Часть первая: Джордана Бивен», «Часть вторая: Грэм Пёрвис», «Часть третья: Решающая схватка» и «Эпилог».
Оливер Тейт, учащийся средней школы в Уэльсе, весьма неординарен. Мальчику представляется, как все будут оплакивать его преждевременную кончину, хотя на самом деле он совсем не популярен. Его заботят два вопроса: как потерять невинность с одноклассницей-пироманкой Джорданой, ненавидящей так называемую романтику и время от времени страдающей экземой, и как сохранить брак своих родителей. Подозревая, что его мать закрутила интрижку со своим бывшим воздыхателем Грэмом, парень разворачивает кампанию по спасению своей семьи.

## В ролях
- Крейг Робертс — Оливер Тейт
- Ясмин Пейдж — Джордана Бивен
- Салли Хокинс — Джилл Тейт
- Ноа Тейлор — Ллойд Тейт
- Пэдди Консидайн — Грэм Пёрвис
- Джемма Чан — Ким-Лин

## Саундтрек
Музыку к фильму написал Эндрю Хьюит, а песни — Алекс Тёрнер, фронтмен группы Arctic Monkeys.
| №  | Название                           | Исполнитель  | Длительность |
| -- | ---------------------------------- | ------------ | ------------ |
| 1. | «Stuck On The Puzzle (Intro)»      | Алекс Тёрнер | 0:54         |
| 2. | «Hiding Tonight»                   | Алекс Тёрнер | 3:07         |
| 3. | «Glass In The Park»                | Алекс Тёрнер | 4:00         |
| 4. | «It's Hard to Get Around the Wind» | Алекс Тёрнер | 4:07         |
| 5. | «Stuck on the Puzzle»              | Алекс Тёрнер | 3:31         |
| 6. | «Piledriver Waltz»                 | Алекс Тёрнер | 3:25         |

## Релиз
Мировая премьера прошла 12 сентября 2010 года на Кинофестивале в Торонто. В кинопрокат в Великобритании лента вышла 18 марта 2011 года, в США — 3 июня. В России премьера прошла на 33-м Московском международном кинофестивале 30 июня. В российский прокат картина вышла 1 сентября 2011.

## Отзывы
Фильм был высоко оценён кинокритиками. На сайте Rotten Tomatoes 86 % рецензий являются положительными, средний рейтинг составляет 7,3 из 10. Сайт Metacritic дал фильму оценку в 76 баллов из 100 на основе 37 обзоров. Известный кинокритик Роджер Эберт оценил фильм в 3 звезды из 4.

## Награды и номинации
- 2011 — Премия британского независимого кино за «Лучший сценарий» (Ричард Айоади); номинация за «Лучшую женскую роль второго плана» (Салли Хокинс), «Самый многообещающий дебют» (Крейг Робертс и Ясмин Пейдж), «Лучший режиссёрский дебют» (Ричард Айоади).
- 2011 — Награда за «Лучший фильм» на Кинофестивале в Джиффони.
- 2011 — Награда «Режиссёр к просмотру» (Ричард Айоади) на Международном кинофестивале в Палм Спрингс.
- 2012 — Премия BAFTA за «Лучший дебют британского сценариста, режиссёра или продюсера» (Ричард Айоади).
- 2012 — Премия BAFTA Cymru Award за «Лучший фильм», «Лучшую мужскую роль» (Крейг Робертс).
- 2012 — Номинация на Кинопремию Империя за «Лучший британский фильм», «Лучший мужской дебют» (Крейг Робертс).
- 2012 — Премия Лондонского кружка кинокритиков за «Лучшую мужскую актёрскую работу года» (Крейг Робертс); номинация за «Лучшую женскую актёрскую работу года» (Ясмин Пейдж), «Прорыв британского режиссёра» (Ричард Айоади).